# Daichi Takatani
Daichi Takatani (Kyōtango, 24 novembre 1994) è un lottatore giapponese, specializzato nella lotta libera.

## Palmarès
- Campionati asiatici

Biškek 2018: argento nei 65 kg.
Nuova Delhi 2020: bronzo nei 74 kg.
Ulaanbaatar 2022: bronzo nei 74 kg.
- Giochi asiatici

Giacarta 2018: argento nei 65 kg
- Giochi asiatici indoor e di arti marziali

Ashgabat 2017: argento nei 65 kg.